# Der Fall Leavenworth
Der Fall Leavenworth ist ein viktorianischer Krimi von Anne Katharine Green, der in Washington, D.C. in der zweiten Hälfte des 19. Jahrhunderts spielt. Er erschien 1878 im Verlag Putnam und wurde kurz darauf auch in mehreren europäischen Ländern veröffentlicht. Der Roman war Greens Erstlingswerk und begründete ihren schriftstellerischen Ruhm. Sie gilt nicht zuletzt wegen dieses Werkes als eine Begründerin der modernen Detektivgeschichte. Der Roman wurde sowohl von Wilkie Collins als auch Émile Gaboriau positiv besprochen, galt als einer der Lieblingsromane des britischen Premiers Stanley Baldwin und war eine Zeitlang Pflichtlektüre der Studenten an der Yale Law School.

## Inhalt
Im Zentrum des Romans steht der Mord an dem wohlhabenden Kaufmann Horatio Leavenworth, der erschossen in seiner abgeschlossenen Bibliothek in New York aufgefunden wird. Ein Selbstmord wird schnell ausgeschlossen, sodass ein klassischer Fall von „Mord im geschlossenen Raum“ vorliegt. Der Coroner (Leichenbeschauer) ruft die Bewohner des Hauses zusammen und befragt sie detailliert. Besonders im Fokus stehen die beiden Nichten des Opfers, Mary und Eleanore, da sie vom Tod ihres reichen Onkels profitieren könnten.
Die Ermittlungen werden von dem Detektiv Ebenezer Gryce und dem jungen Anwalt Everett Raymond geführt. Die Suche nach dem Täter führt durch zahlreiche Wendungen, Verdächtigungen und überraschende Enthüllungen. Die Spannung besteht auch darin, ob eine der Cousinen jemals ohne Verdacht leben kann, falls die andere des Mordes überführt wird.

## Entstehungsgeschichte
Die 1846 geborene Anna Katharine Green war Tochter eines New Yorker Anwalts und erhielt eine für ihre damalige Zeit ungewöhnlich gute Erziehung. Sie studierte am Ripley College, Vermont und schloss dieses Studium mit dem Bachelor ab. Sie hatte während des Studiums unter anderem Ralph Waldo Emerson kennengelernt und strebte ursprünglich an, selbst Lyrik zu veröffentlichen. Ihre dichterischen Versuche fanden jedoch bei Emerson keine positive Resonanz, so dass sie ab etwa 1868 versuchte, sich als Romanautorin zu etablieren. Anders als von ihr erwartet, stieß ihr erstes Werk – Der Fall Leavenworth – bei ihrem Vater nicht auf Ablehnung. Er verschaffte ihr Kontakt zu dem Verleger George Putnam, in dessen Verlag der Roman 1878 erschien.

## Einordnung
Der Kriminalroman ist zugleich Psychostudie und Psychogramm der handelnden Personen und der Zeit, in der er spielt. Zu Beginn des Buches finden sich Skizzen des Tatorts, durch welche der Leser sich das Ausmaß des Verbrechens (Mord im geschlossenen Raum, ein beliebtes Thema viktorianischer Kriminalschriftsteller) verdeutlichen kann. 
Der Roman gilt aus mehreren Gründen als prägend für die Entwicklung des Kriminalromans:
- ausführliche und realistische Beschreibung des Vorgehens eines Gerichtsmediziners
- Beweisführung mittels Ballistik
- Lösung des Falles unter anderem durch einen rekonstruierten Brief
- der erste verdächtige Butler in der Kriminalliteratur
- skizzenhafte Darstellung des Tatortes

Die Literaturhistorikerin Alma E. Murch hielt deswegen fest, dass sich im Werk von Green erstmals die Charakteristika finden, die den englischsprachigen Kriminalroman der folgenden 50 Jahre ausmachte.
Inspektor Gryce ist außerdem der erste Polizeidetektiv, der Protagonist einer Serie wurde. Rund 20 Jahre nach dem Erscheinen von Der Fall Leavenworth führte Greens einen weiteren Kunstgriff des Kriminalromans ein, indem sie ihm die wohlhabende, gut erzogene Miss Amelia Butterworth zur Seite stellte. Mit der Einführung von zwei Hauptfiguren – im vorliegenden Fall von Inspektor Gryce und der Amateurdetektivin Butterworth – fand Green eine akzeptable Lösung für eines der grundlegenden Probleme früher Kriminalromane: Polizeiangestellte gehörten typischerweise der unteren sozialen Schicht an und im 19. Jahrhundert war es weder in den Vereinigten Staaten noch in Großbritannien realistisch vorstellbar, dass ein Angehöriger dieser Schicht auf gleicher Ebene mit Angehörigen einer der oberen sozialen Schichten verkehrte. Gleichzeitig interessierte sich das Lesepublikum aber primär für Kriminalgeschichten, die im oberen Milieu spielten. Mit der Einführung der wohlhabenden und wohlerzogenen Butterworth löste Green dieses Problem. Sie fand darin unter anderem eine Nachahmerin durch Dorothy L. Sayers, die ihrer Figur des Inspector Parker vom Scotland Yard den Amateurdetektiv Lord Peter Wimsey an die Seite stellt.

## Rezeption
"Der Fall Leavenworth" wurde nach seiner Veröffentlichung 1878 von Kritik und Publikum sehr positiv aufgenommen und entwickelte sich rasch zu einem Bestseller in den USA und Großbritannien. Zeitgenössische Autoren wie Wilkie Collins und Émile Gaboriau äußerten sich anerkennend über das Werk. Der Roman wurde zeitweise sogar als Pflichtlektüre an der Yale Law School verwendet, um kriminalistische Denkweisen zu vermitteln.
Literaturwissenschaftlich gilt das Werk als Meilenstein der Detektivliteratur. Anna Katharine Green wird häufig als „Mutter des Detektivromans“ bezeichnet, da sie mit dem Roman zahlreiche bis heute typische Elemente des Genres prägte, darunter den „Mord im verschlossenen Raum“, den „verdächtigen Butler“ und die Betonung forensischer Methoden. Die Figur des Ermittlers Gryce diente als Vorbild für viele spätere Detektivfiguren.
Kritiker lobten insbesondere die komplexe Handlung, die innovative Darstellung kriminalistischer Ermittlungsarbeit und die psychologische Ausarbeitung der Figuren. Gelegentlich wird der Stil als zeittypisch und die Figurenzeichnung als stereotyp bewertet, was jedoch dem historischen Kontext zugeschrieben wird. Insgesamt gilt "Der Fall Leavenworth" als Klassiker der Kriminalliteratur und wird bis heute als Referenzwerk herangezogen.

## Ausgaben
- The Leavenworth case. A lawyer's story (The knickerbocker series of choice American novels; Bd. 1). Putnam, New York 1892.
- The Leavenworth case. Penguin Books, New York 2010, ISBN 978-0-14-310612-8 (Nachdr. d. Ausg. New York 1892; mit einem Vorwort von Michael Sims). 
  - deutsche Übersetzung: Der Fall Leavenworth. Rio-Verlag, Zürich 1993, ISBN 3-9520059-6-7.
  - deutsche Übersetzung: Tödliche Liebe. Der Fall Leavenworth. Independently published (29. November 2018), ISBN 978-1790436910
  - Adaption: Wilbur Braun: The Leavenworth case. A mystery play in a prologue and three acts. S. French Publ., Los Angeles 1935.